# 醫院學校

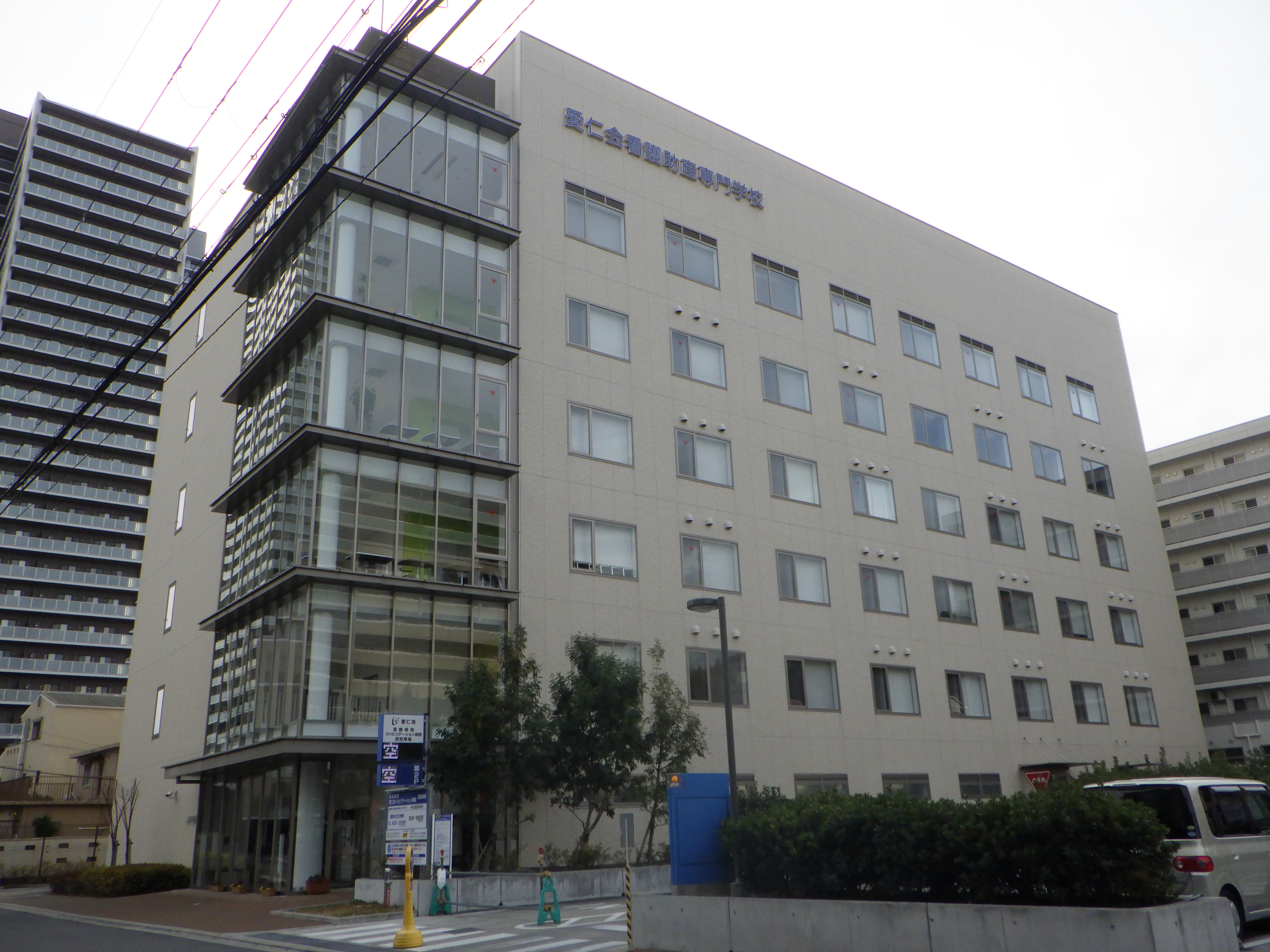
醫院結合學校教學建築

醫院學校是特殊學校的一種，專指在醫院內設立的學校，為長期住院而不能上學的病童提供教學服務。

## 香港
在香港，由於政府推行九年免費強制教育，所有適齡學童都必須上學。但對於長期患病的學生，由於他們不能入讀常規的學校，香港紅十字會於1954年成立的醫院學校為他們提供了學習機會。現時香港有18家醫院學校，並得到教育局的資助。
按教學程度可以分為：學前教育、小學及中學教育三類。另外，因應學者形式的不同，又可分為：普通科、精神科及家居教學三種不同的形式。

## 美國
在美國，因應於1997年通過的《特殊學習需要法案》及2002年通過的《沒有孩子被遺忘法案》，有關教育當局亦開始積極為病童提供各種教育的渠道，包括成立醫院學校。

## 外部連結
- 香港教育統籌局：課程發展署：醫院學校課程指引
- 《明報》：紅會開辦50載 醫院學校老師病童互挽，2004年8月26日